# ルーブル
ルーブル（ロシア語: рубль ルーブリ、ベラルーシ語: Рубель ルーベリ、モルドバ語: Рублэ ルーブレ）は、通貨単位の一つである。
現行の通貨の名称としては、ロシア、ベラルーシおよび沿ドニエストルにおいて用いられている。かつては、ソ連におけるソビエト連邦ルーブル、ロシア帝国におけるルーブルなどもあった。ウクライナではカルボーヴァネツィと呼ばれるルーブル通貨が使用された時期もしばしばあったが、現在ではフリヴニャが用いられている。
なお、ルーブルは本来「それなりの価値を持つ銀塊」という意味のロシア語であり、中世ロシアでは銀塊が高額通貨代わりに用いられていたことに由来する。

## 現行通貨
- ロシア・ルーブル
- ベラルーシ・ルーブル
- 沿ドニエストル・ルーブル

## 廃止された通貨
- アルメニア・ルーブル→ドラム。
- アゼルバイジャン・ルーブル→マナト。
- ウクライナ・ルーブル（カルボーヴァネツィ）→フリヴニャ。
- グルジア・ルーブル→ラリ。
- ソビエト連邦・ルーブル→ロシア・ルーブル
- タジク・ルーブル→ソモニ
- ラトビア・ルーブル→ラッツ（2013年12月31日付でユーロへ移行され廃止）

## 補助通貨カペイカ
現在もルーブルを通貨として使用している地域の多くで、補助通貨としてカペイカ（コペイカとも、ロシア語: копейка、kopek/copeck）を為替相場処理の都合上、使用している。1ルーブルは100カペイカ。あまりにも価値が低いため、新規に発行はせず、消費生活の場でも使用される事はほとんど無くなったが、通貨自体はまだ廃止されていない。